# Blood in, Blood out – Verschworen auf Leben und Tod
Blood In, Blood Out – Verschworen auf Leben und Tod ist ein Filmdrama aus dem Jahr 1993. Erzählt wird die Geschichte der jungen Chicano Miklo Velka (Damian Chapa), Cruz Candelaria (Jesse Borrego) sowie Paco Aguilar (Benjamin Bratt) im Zeitraum von 1972 bis 1984, basierend auf wahren Erlebnissen des Schriftstellers und Drehbuchautors Jimmy Santiago Baca. Als Mitglieder der Vatos Locos, einer Gang in East L.A., kämpfen sie in ihrem Barrio um das tägliche Überleben. Zu einer Wende der Ereignisse kommt es, als nach einem Bandenkrieg Miklo in San Quentin inhaftiert und Paco von der Armee eingezogen wird.

## Handlung

### Miklo kehrt zurück – Aufnahme bei den Vatos Locos
Nach langer Zeit bei seinem Vater kehrt Miklo Velka, Sohn eines Weißen und einer Chicana, zurück zu seinem Heimatort in East L.A., da seine Bewährung bald abläuft. Kaum angekommen, kommt gleich die Rivalität mit seinem Cousin Paco auf, der Miklo aufgrund seiner weißen Hautfarbe nie wirklich als Familienmitglied akzeptiert hat.
Cruz, der Stiefbruder von Paco, versucht die Wogen zwischen den beiden zu glätten. Durch sein Verhandlungsgeschick aber auch durch Ablenkungsmanöver (er weist immer auf seine gemalten Bilder hin) hat er es geschafft, schon so manchen Streit zu schlichten.

### Bandenkriege mit verfeindeten Gangs
Doch als die drei nach einer verrückten Spritztour beobachten, wie einige Mitglieder der verfeindeten Gang der „Tres Pu(n)tos“ im Revier der Vatos Locos unterwegs sind, verlangt Paco von Miklo, zu zeigen, „welche Farbe“ in ihm stecke. Miklo, der seinen Mut beweisen will, schlägt die Heckscheibe des Wagens der zahlenmäßig überlegenen Gegner ein; danach flüchten die drei. Dies wiederum veranlasst die Tres Puntos dazu, einige Tage später Cruz, der nach einer Feier ein Stelldichein mit einer jungen Dame hat, anzugreifen und schwer zu verletzen. Daraufhin unternehmen die Vatos Locos eine Racheaktion, in deren Folge Spider, der Anführer der Tres Puntos, getötet wird. Miklo, der Spider mehr oder weniger in Notwehr erschießt, wird dabei von diesem angeschossen. Paco, Miklo und zwei andere Gangmitglieder liefern sich eine Verfolgungsjagd mit der Polizei; nach einem Unfall können die zwei anderen fliehen, Paco, der den verletzten Miklo nicht alleine lassen will, wird zusammen mit diesem verhaftet.

### Im Gefängnis von San Quentin
Miklo wird als „Haupttäter“ zu einer langjährigen Haftstrafe in San Quentin verurteilt, obwohl die ganze Aktion eigentlich von Paco ausging und dieser den wehrlosen Spider bereits erschießen wollte, was von Miklo verhindert wurde.
Der Gefängnisalltag ist geprägt durch die Rivalität zwischen den Gangs der Weißen (den „Aryan Vanguards“, vgl. Aryan Brotherhood), Schwarzen („Black Guerrilla Army“, vgl. Black Guerrilla Family) und Chicano („La Onda“, vgl. Mexican Mafia). Wer sich behaupten will, tut gut daran, sich einer der Gangs anzuschließen.
Der jugendliche Miklo weckt sofort die sexuellen Begierden der älteren Insassen, besonders des Chicano Popeye und des Weißen „Big Al“. Popeye versucht ihn zu vergewaltigen, was vom Anführer der Chicanogang, dem eher intellektuellen Montana, verhindert wird. Dieser will Miklo aber wegen seiner weißen Hautfarbe nicht in die Gang aufnehmen, worum dieser sich verzweifelt bemüht. Er kann nur in „La Onda“ aufgenommen werden, wenn er einen Feind tötet, gemäß dem Gang-Sprichwort „Blut rein, Blut raus“. Die Chance dazu ergibt sich durch die Gelüste Big Als, der mit den Chicano verfeindet ist und ihnen mithilfe eines korrupten Wärters einige Schwierigkeiten bereitet. Miklo geht zum Schein auf Big Als Avancen ein und ersticht ihn, als er vorgibt, ihn oral befriedigen zu wollen. Daraufhin wird er in die „La Onda“ aufgenommen und übernimmt zusätzlich das bisher von Big Al betriebene lukrative Wettgeschäft. Da sie weiter von diesem profitieren wollen, kooperieren die Wärter fortan mit Miklo, der zu einer „festen Größe“ im Knastgeschäft wird.

### Paco der Drogenpolizist
Paco, der nur als Nebentäter verurteilt worden war, wurde vor die Wahl gestellt, ebenfalls eine Haftstrafe anzutreten oder zur Armee zu gehen, wobei er sich für Letzteres entschied. Nach Abschluss der militärischen Ausbildung wechselt er zur Polizei.
Indessen hat Cruz zunächst beachtlichen Erfolg mit seiner Malerei gehabt, dabei aber gleichzeitig bereits Drogen konsumiert. Er stürzt völlig ab und wird von seiner Familie einschließlich Paco verstoßen, als sein und Pacos 13-jähriger Halbbruder Juanito eine von Cruz liegen gelassene Heroinspritze findet und sich damit Luft in die Vene spritzt und daran stirbt. Angesichts dieses Ereignisses beschließt Paco, sein Leben der Bekämpfung des Drogenhandels zu widmen, und wechselt zum Rauschgiftdezernat der Polizei von L.A.
Fünf Jahre später (1980) verhaften er und seine Kollegen bei einer Razzia den inzwischen aus dem Gefängnis entlassenen Popeye, der in East L.A. ein PCP-Labor errichtet hat, müssen ihn aber mangels Beweisen wieder freilassen.

### Miklos Entlassung
Miklo hat 1980 ebenfalls ein Bewährungsgesuch eingereicht, das jedoch abgelehnt wurde. Auf Anraten seines Gangführers Montana beginnt er nun, sich ernsthaft auf ein ehrliches Leben außerhalb des Gefängnisses vorzubereiten und holt im Gefängnis seinen Schulabschluss nach. 1982 wird er nach neunjähriger Haft schließlich doch auf Bewährung entlassen.
Wieder in Freiheit, versucht Miklo ernsthaft, ein ehrliches Leben zu führen, doch dies gestaltet sich schwierig. Mangels Alternativen muss er bei seinem Gefängnisgangmitglied und „Freund“ Popeye (der ihn zu Beginn seiner Haftzeit vergewaltigen wollte) einziehen, der im Gegensatz zu ihm gar nicht daran denkt, sich seinen Lebensunterhalt ehrlich zu verdienen, so dass es schon bald zu Reibereien kommt. Miklo erhält, vermittelt durch Popeye, einen Job in einer Reifenfabrik, wo er hart arbeitet, doch auch hier geht es nicht lange gut: Sein Chef, der weiß, dass die Polizei dem Ex-Sträfling nicht glauben wird, begleicht seine Wettschulden mit Miklos Geld, indem er ihm seine Überstunden unter dem Vorwand, er habe ihm Geld gestohlen und müsse es zurückzahlen, nicht bezahlt. Derart über die „ehrliche Welt“ desillusioniert und unzufrieden mit dem untergeordneten Leben, das er in Freiheit führen muss, gerät Miklo zu Hause in eine Unterhaltung zwischen Popeye, einigen anderen Chicano und Popeyes Geldverleiher (für seine Drogengeschäfte), der die Gruppe einen Geldtransporter ausrauben lassen will. Nachdem Popeye in einer Auseinandersetzung mit Miklo zurücksteckt, gelingt es diesem, den Auftraggeber zu überreden, die „Operation“ ihm und nicht Popeye anzuvertrauen. Er schlägt die Appelle Cruz, mit dem Miklo wieder Kontakt hat (mit Paco hat er nur einmal telefoniert) ehrlich zu bleiben, in den Wind und überfällt mit den Chicano den Geldtransporter.
Um sich zu rächen, gibt Popeye dem Partner von Paco am Telefon einen anonymen Hinweis, was zur Folge hat, dass Paco und sein Kollege zur Zeit des Überfalls vor Ort sind. Es kommt zu einer Schießerei, in deren Folge Miklos Kumpane flüchten können, Miklo hingegen von Paco, obwohl er sich ihm zu erkennen gegeben hat, von hinten angeschossen wird, da er sich weigert, aufzugeben. Aufgrund zweier Schüsse aus Pacos Revolver muss Miklos Unterschenkel amputiert werden, bevor er wieder – diesmal lebenslang – ins Gefängnis muss. Der von Gewissensbissen geplagte Paco entschuldigt sich im Krankenhaus bei Miklo, was dieser aber zurückweist, ebenso wie Cruz, mit dem Paco sich versöhnen will, ihn zurückstößt.

### Wieder im Gefängnis
Im Gefängnis San Quentin arbeitet Miklo aufgrund seiner Prothese fortan in der Gefängnisbibliothek. Die Verhältnisse zwischen den Gangs haben sich inzwischen zu Ungunsten von „La Onda“ verändert; Montana, der immer mehr in seine Bücher und wissenschaftlichen Aufsätze versunken ist und ein Buch über den „Chicano im Gefängnis“ plant, hat die Fäden verloren und konnte nicht verhindern, dass das Gangmitglied Carlos in den bisher zwischen Weißen und Schwarzen umkämpften Drogenhandel einstieg und dadurch sowohl La Onda spaltete als auch die beiden anderen Gangs gegen die Chicano aufbrachte. Als Carlos, der zuvor den schwarzen Hauptdealer erstochen hat, von den Schwarzen massakriert wird, sehen Miklo und sein Gesinnungsgenosse Magic die Gelegenheit, durch eine Gegenaktion wieder klare Verhältnisse zu schaffen, was Montana jedoch verbietet. Daraufhin schmieden die beiden ein Komplott, um „La Onda zu retten“, obwohl sie Montana nach eigener Aussage „lieben“, und senden einem Schwarzen und BGA-Mitglied, der während eines Besuches Montanas durch seine Tochter außerhalb San Quentins sein Zellengenosse ist, einen gefälschten Holzkamm, den geheimen Tötungsbefehl der BGA, zu, woraufhin dieser Montana ersticht. Wie von Miklo und Magic erwartet, erscheint es plausibel, dass die AV den Kamm gefälscht habe, um dies der BGA in die Schuhe zu schieben und einen Krieg zwischen Onda und BGA auszulösen; den raffinierten Plan Miklos und Magics durchschaut niemand. Zum Schein gehen diese auf das Angebot des BGA-Führers Bonafide ein und überfallen am mexikanischen „Tag der Toten“ überraschend gemeinsam die Weißen; dabei werden alle AV-Führer getötet. Anschließend wenden sich die Chicano aber auch gegen die Schwarzen, die sich in Sicherheit wähnen, und ermorden auch deren Anführer.
Daraufhin lässt die Gefängnisleitung die Onda-Gangführer jeweils in verschiedene Gefängnisse verlegen, um die Gruppe auseinanderzubrechen; Miklo, der durch die Planung der Aktion zum Anführer geworden ist, beschwört jeden, seine eigene Gruppe zu gründen. Magic zeigt Miklo das Seifenstück, mit dem sie beide den Holzkamm der BGA gefälscht haben. Magic hatte es aufbewahrt, um mit diesem Beweisstück etwas gegen Miklo in der Hand zu haben, falls sich dieser gegen ihn wenden sollte. Er erklärt Miklo seine Beweggründe und überreicht ihm mit den Worten „Jetzt will ich, dass du sie zerstörst“ schließlich die Seife, da dieser ein wahrer Anführer sei. Gemeinsam vernichten die beiden die Seife.
Miklo hat sein Leben als Knastkönig und Gangführer inzwischen als sein Schicksal angenommen und damit auch seinen Hass auf Paco begraben. Dieser hingegen ist schockiert über die Brutalität seines alten „Blutsbruders“ und erklärt ihm nun seinerseits, für immer mit ihm fertig zu sein. Er muss seine Verurteilung in der Schlusssequenz des Filmes dann aber hinterfragen, als Cruz, der sich mit ihm versöhnt hat, ihm vor Augen führt, dass letztlich allein sein (Pacos) forderndes und aggressives Verhalten vor 12 Jahren dafür verantwortlich war, dass alles so kam, wie es kam, und jeder der drei nun das ist, was er ist.

## Kritik
„Episch breit inszeniert, bemüht sich der Film, vorschnelle Lösungen zu vermeiden und Einsichten und Erkenntnisse zu vermitteln.“

## Trivia
- Der Regisseur Taylor Hackford behauptete später in einem Interview, dass die Gefängnisszenen mit acht Schauspielern gedreht wurden; die restlichen Darsteller seien tatsächlich Inhaftierte aus San Quentin.
- Unterschiede in der Synchronisation: In einer Szene, als Miklo den Anführer (El Mero Mero) der „La Onda“ aufsucht, um Gangmitglied zu werden, antwortet dieser: „Du sprichst spanisch? Papageien auch!“. In der deutschen Version lautet die Antwort: „Es gibt einige, die hier etwas wollen, Guerro. Wünsche hat jeder!“.
- Die Deutsche Film- und Medienbewertung FBW in Wiesbaden verlieh dem Film das Prädikat besonders wertvoll.